# Rautheim
Rautheim ist ein Stadtteil im Südosten der Stadt Braunschweig im Land Niedersachsen.

Rautheim 1899

## Allgemeines
Rautheim ist Bestandteil des Stadtbezirkes 213 – Südstadt-Rautheim-Mascherode und bildet den statistischen Bezirk 70 der Stadt Braunschweig. Rautheim liegt an der A39, Abfahrt Braunschweig-Rautheim, sowie an der B1. Der Ort wächst allmählich durch die neuen Baugebiete Roseliessiedlung und Heinrich-der-Löwe-Siedlung Richtung Südstadt und Lindenbergsiedlung.

## Geschichte
Nach Bornstedt bestand Rautheim bereits 300 v. Christi als Rothna. Er argumentiert, dass die älteren überlieferten Namensformen Ruotnum, Ruothne oder Rothna auf Siedlungsnamen der ersten Siedlungsperiode vor der Völkerwanderungszeit, also vor 300 v. Chr. zurückzuführen seien. Auch sei die Besiedlung in Gegenden mit Lößlehmboden typisch. Archäologische Funde deuten darauf hin, dass bereits um 3000 v. Chr. Menschen in der Gegend um Rautheim lebten.
Urkundlich wurde Rautheim erstmals in der Gründungsurkunde der Magnikirche aus dem Jahr 1031 erwähnt. Friedrich Knoll und Richard Bode weisen mit 965 n. Chr. auf ein früheres Datum hin. „Der Ort, urkundlich zuerst 965 als Rotim erwähnt, wurde 1031 der Pfarre zu St. Magni in Braunschweig beigelegt …“ 1150 bekam Rautheim eine eigene Kirche von Abt. Goswin die St. Ägidien Kirche, die 1158 durch Heinrich Abt. von Braunschweig das Tauf- und Begräbnisrecht und so die Selbstständigkeit erhielt.
1351 wurde der Ort urkundlich Rotne genannt. In diesem Jahr schenkte Luthard X. von Meinersen aus seinem Eigenbesitz 3 Hufen, verlehnt an eine Braunschweiger Ratsfamilie, und ein weiteres Gut dem Kloster Riddagshausen zur Feier seines und seiner Eltern Jahresgedächtnisse.
Im September 1381 wurde der Ort durch Herzog Otto und nur wenige Tage später erneut durch den Ritter Hans von Schwicheldt  (1335–1406) überfallen, geplündert und verwüstet.
Zur besonderen Entwicklung der Rechte der Bauern, insbesondere der Meier, im Braunschweigischen siehe Fürstentum Braunschweig-Wolfenbüttel.
Rautheim lag zunächst an der Straße über Schöppenstedt und Schöningen nach Magdeburg, die Wabe und die sie umgebende sumpfige Aue wurde durch einen Knüppeldamm überquert. Mit der Errichtung der Braunschweiger Landwehr wurde die Straße über den Schöppenstedter Turm umgeleitet. Der Schöppenstedter Turm gehörte früher zu Rautheim, heute zum Landkreis Wolfenbüttel.

### Mühlen, Rüben und Industrie
1562 wurde eine Wassermühle erwähnt, die möglicherweise noch früher erbaut wurde und seit der Verlegung der Wabe stilllag. Um 1800 besaß Rautheim eine von einem Pferd angetriebene Ölmühle.
1864 errichtete die Braunschweigische Maschinenbauanstalt AG eine Aktien-Zuckerfabrik am Schöppenstedter Turm. Die Rüben-Bauern waren Aktionäre. Nach einem Vertrag von 1897 musste jeder Rübenbauer pro Aktie 1½ Hektar (6 Morgen) mit Zuckerrüben bestellen und sämtliche darauf geerntete Rüben, mindestens 800 Zentner pro 1½ Hektar, an die Gesellschaft liefern. Die Rübenindustrie war so bedeutend, dass die Braunschweig-Schöninger Eisenbahn in dieser Zeit einen Bahnhof errichtete, der mit dem Ende des Rübenabbaus jedoch ebenfalls stillgelegt wurde. Wilhelm Raabe kritisierte Umweltverschmutzungen durch die Zuckerfabrik in seinem Roman „Pfisters Mühle“.
Im geschlossenen Rautheimer Bauernmuseum stand eine 1855 erfundene Rübendrillmaschine. Diese stammte von Kantor Ludwig Lüders aus Leiferde an der Oker. Motiv der Erfindung war, seine Schülerinnen und Schüler von der Feldarbeit zu entlasten, so dass sie nicht schwänzen mussten.
Seit 1999 verfügt Rautheim über ein 20,7 Hektar großes Industrie- und Gewerbegebiet im Norden des Stadtteils.

### Alte Wüstungen
Im Gebiet des Ortes Rautheim sind ehemalige Wüstungen aufgegangen: die in der Weiheurkunde der Magnikirche Fritherikesroth (bei Mastbruch-Elmaussicht) und Reindageroth, sowie Wolfshagen (siehe Südstadt) erwähnt werden.
Reindageroth lag nach Bornstedt etwa an der Helmstedter Straße gegenüber der Einmündung des Brodwegs oder im Nordteil der ehemaligen Roselieskaserne. Der Ort entstand nach Bornstedt um 800 und wird erstmals im Jahre 1007 in den Steterburger Annalen erwähnt. Der Ort hatte etwa 320 Morgen Ackerland, das auf vier bis sechs Kothöfe verteilt war.
In der Nähe des Schöppenstedter Turms lag die Wüstung Caunum, die zu Riddagshausen gehörte.

### Zugehörigkeit
Rautheim gehörte anders als seine Nachbarn Mascherode und Klein Schöppenstedt zunächst nicht zum Kloster oder Amt Riddagshausen, sondern als herzogliches Dorf zum Ober-, Landgericht oder dem Gerichtsamt Salzdahlum. Nach Gäbler lag das daran, dass „die Grundherren, die Stifter St. Blasien und St. Cyriakus und das Kloster St. Aegidien in Braunschweig“ festhielten, „so dass Riddagshausen nur 12 Hufen und den Zehnten erwerben konnten.“
Während der französischen Besetzung gehörte es zum Departement der Oker, Untergliederung “Landkanton Braunschweig im Osten”. Nach Gründung des Herzogtums Braunschweig gehörte es zum Amt Riddagshausen, das 1832 mit dem Amt Vechelde und der Stadt Braunschweig zur Kreisdirektion Braunschweig zusammengefasst wurde. Es entstand der Landkreis Braunschweig, dem Rautheim als selbstständige Gemeinde angehörte. 1974 wurde Rautheim mit eigenem Ortsrat ein Ortsteil der Stadt Braunschweig. Nach Einführung der Stadtbezirke bildeten zunächst nur Rautheim und die Südstadt einen gemeinsamen Stadtbezirk, durch freiwilligen Zusammenschluss entstand 2001 der Stadtbezirk Südstadt-Rautheim-Mascherode.
Seit dem 1. Januar 2014 ist die Evangelisch-lutherische Kirchengemeinde Rautheim in Braunschweig Teil der Ev.-luth. Propstei Braunschweig. Seit Juni 2014 gehört die Kirchengemeinde zum Pfarrverband Braunschweiger Süden.

### Bevölkerungsentwicklung
Die erste Einwohnerzahl stammt aus dem Jahr 1630. Vor Entstehung der Neubaugebiete Weststraße und Rautheim Süd-West Ende des 20. Jahrhunderts lag die Einwohnerzahl bei etwa 3000, Tendenz steigend.
| Jahr      | 1630 | 1834 | 1891 1 | 1972 2 | 2020 | 2022 | 2023 |
| Einwohner | 45   | 49   | 716    | 4000   | 3658 | 4285 | 4583 |

## Infrastruktur
Bildungseinrichtungen
- Rautheim verfügt über einen Kindergarten, eine Grundschule und eine Außenstelle der Braunschweiger Bibliothek.

Gesundheitswesen
- Im Ort gibt es eine allgemeinärztliche Gemeinschaftspraxis, zwei Zahnarztpraxen, eine Veterinärpraxis und eine Apotheke.

Öffentliche Sicherheit
- In Rautheim sorgt die Freiwillige Feuerwehr für den Brandschutz und die allgemeine Hilfe. Eine Außenstelle der Polizei befindet sich in der benachbarten Südstadt. Bis 1993 war der Ort mit der Heinrich der Löwe Kaserne ein Standort der Bundeswehr (Panzerbrigade 2).

Dienstleistungen
- Des Weiteren hat der Ort mehrere Vereine, wie einen Schützenverein (Schützenverein Freischütz Rautheim 1920 e. V.), einen Sportverein (FC Sportfreunde 1920 Rautheim e. V.), einen Schallplattenclub mit Schallplattenmuseum (Schallplattenclub Rautheim e. V.), mehrere Bankfilialen, einen Bäcker, zwei Läden, einen Bioladen (HofZeit) und Handwerksbetriebe, die teilweise im Industriegebiet Rautheim angesiedelt sind.

Verkehrsanbindung
- Rautheim ist durch mehrere Buslinien der Braunschweiger Verkehrs-GmbH (412, 431) an das öffentliche Personennahverkehrsnetz Braunschweig angeschlossen.

## Wappen
| Wappen von Rautheim | Blasonierung: „Im blauen Schild die dachförmig (1:2;3) angeordneten goldenen Rauten über zwei goldenen Balken.“ |
| Wappen von Rautheim | Wappenbegründung: Die Rauten deuten auf die niederdeutsche Bezeichnung „Rauten“ des Ortes hin, wobei die giebelartige Anordnung auf das „Heim der Rauten“ hindeutet. Der Ortsname wurde 1031 erstmals als „Ruotnun“ überliefert und steht für die Rodungstätigkeit in der Gründungszeit. Die beiden Balken im Wappenschild versinnbildlichen die historische Landwehr in Form eines doppelten Wallgrabens, der noch heute im Rautheimer Holze erhalten ist und früher als Schutzwall galt. Der Germanist Herbert Blume hält dagegen die Übersetzung als „Raute“ für falsch. Der altdeutsche Namensteil "Ruot", "Rut" oder "Rot" beziehe sich eher auf einen baumbewachsenen Landstrich. Das Etymologische Wörterbuch der Deutschen Sprache übersetzt "Rute", "Ruote" ebenfalls mit Stab, Stange und "retae" mit "Bäumen am Fluss". Das Kerngebiet des Braunschweiger Landes und des Landkreises Braunschweig, zu denen Rautheim einst als selbständige Gemeinde gehörte, hatte die Farben blau-gelb. Daher zieren diese jetzt das heutige Wappen. Das Wappen wurde von Arnold Rabbow in Zusammenarbeit mit dem damaligen Ortsheimatpfleger Hermann Buchheister entworfen und am 9. Mai 1980 vom Ortsrat bestätigt. |

## Persönlichkeiten
- Gert-Albert Lipke (* 1947), Jurist